# Båstads socken
Båstads socken i Skåne ingick i Bjäre härad, ombildades 1937 till Båstads köping, ingår sedan 1971 i Båstads kommun och motsvarar från 2016 Båstads distrikt.
Socknens areal är 6,59 kvadratkilometer varav 6,57 land. År 2000 fanns här 3 665 invånare.  Huvuddelen av tätorten Båstad med  sockenkyrkan Mariakyrkan ligger i socknen.

## Administrativ historik
Området utbröts på 1400-talet ur (Västra) Karups socken som stad som 1600-talet inte längre hade stadsstatus och området blev en socken. Socknen blev 1858 en form av köping med oklar status. 
Vid kommunreformen 1862 övergick socknens ansvar för de kyrkliga frågorna till Båstads församling och för de borgerliga frågorna bildades Båstads landskommun. Landskommunen ombildades 1937 till Båstads köping som 1971 uppgick i Båstads kommun. Församlingen uppgick 2010 i Båstad-Östra Karups församling.
1 januari 2016 inrättades distriktet Båstad, med samma omfattning som församlingen hade 1999/2000.
Socknen har tillhört län, fögderier, tingslag och domsagor enligt vad som beskrivs i artikeln Bjäre härad.

## Geografi
Båstads socken ligger sydväst om Laholm vid Laholmsbukten och med Hallandsåsen i sydost. Socknen är en odlad slättbygd vid havet och i ävrigt en starkt kuperad skogsbygd.
I kyrkbyn Båstad fanns det förr ett gästgiveri.

## Fornlämningar
Boplatser från stenåldern är funna. Från bronsåldern finns gravhögar. Från järnåldern finns ett mindre gravfält.

## Befolkningsutveckling
Med undantag för en mindre nedgång strax innan sekelskiftet 1800/1900 har befolkningen ökat från 578 1810 till 3 284 1990.

## Namnet
Namnet skrevs 1450 Botzstäde och kommer från kyrkbyn. Namnet innehåller batstath, 'båtplats'..